# 佐原麻衣子
佐原 麻衣子（さはら まいこ、1986年〈昭和61年〉6月30日 - ）は、日本の女優。宮城県仙台市出身。オフィスカレント所属。桜美林大学卒業。

## 略歴
10歳の時に、母親に連れられ地元の市民ミュージカルに出演したことが女優を志すきっかけになる。その時、佐原は人前に出る事を「面倒だ」と感じていたが、本番の舞台に立った瞬間に「自分は表現で生きていく」と決意した。そこから、桜美林大学総合文化学群演劇専修に進学し、演劇表現を学びながら様々な劇団の舞台に出演していた。
2010年、所属していた劇団の公演に観に来ていた元俳優の広瀬裕に「変な女優がいる」と気に入られ、広瀬が代表を務める芸能事務所オフィスカレント所属となる。
2016年から、映像制作会社ZENピクチャーズにて定期的に主に助演、悪役として出演している。
悪役での表現から派生して、特殊メイクなどを施された幽霊やゾンビ役としての表現活動もするようになり、本人は自身を「化物女優」と呼び、活動している。

## 主な出演

### 映画
- 「カラス姫」（2015年8月） - 吉永役[3][4]
- 「月に抱かれて」（2015年8月） - あや役
- 「スーパームーン」（2015年9月） - マユ役[5]
- 「Mononykus crest」（2015年10月） - AI / RedMask役[6][7]
- 「冥婚」（2017年）[8][9]
- 「アナタの子供を Baby Dreams 」(2024年)-謎の女役
- 「すみませんが、助けに行きませんよ！」(2024年)-ゾンビ役

### テレビドラマ
- 「シナリオライター」（千葉テレビ放送、マスター☆コレクション内で放送、2016年2月） - 1話、広瀬いちか役[10]
- 「冬の日」（千葉テレビ放送マスター☆コレクション内で放送、2016年4月)―教師役[11][12]
- 「笑えない男」（東京メトロポリタンテレビジョン、あしたのSHOW内で放送、2017年)―トイレの花子役[13]

### バラエティ
- 「あしたのSHOW」（MX、2018年5月14日） - MCアシスタント[14]

### オリジナルビデオ
- 「ヒロインピンチオムニバス16 コスモ闘神伝ギンガイガー オデッセイ編」（2016.9.23、ZENピクチャーズ） - ネルビア役
- 「女怪盗アクションバトル 快盗リアナ」（2016.11.25、ZENピクチャーズ） - マージョリー役
- 「バーニングアクション　スーパーヒロイン列伝28 メルティーセイバー」（2017.4.28、ZENピクチャーズ） - 綾鷹焔役
- 「ヒロインピンチオムニバス18 護星戦隊チャージファイブ」（2017.5.12、ZENピクチャーズ） - マクシム役
- 「JKB女子高生捜査官」（2017.6.9、、ZENピクチャーズ） - 徳永神美役
- 「セクシャルダイナマイトヒロイン22　スパンデクサーA」（2017.7.14、ZENピクチャーズ） - ゾーラ役
- 「バーニングアクション　スーパーヒロイン列伝29 コスモ闘神伝ギンガイガー 怪人トーチュラー編」（2017.7.28、ZENピクチャーズ） - 笹村孝子 / 怪人トーチュラー役
- 「女幹部オルレアン＆女怪人サーバル」（2017.8.25、ZENピクチャーズ） - ファルネイユ役
- 「ヒロインピンチオムニバス19 太陽の戦士レオーナ 夏休み魔人シュクダイン編 」（2017.9.8、ZENピクチャーズ） - 堀田裕樹の母役
- 「太陽の戦士レオーナ 運動会魔人ツナヒキン編」（2017.10.27、ZENピクチャーズ） - 星野二鉄の妻役
- 「バーニングアクション　スーパーヒロイン列伝30 護星戦隊マーメイドスリー さらばマーメイドホワイト新たなる希望編」（2017.11.10、ZENピクチャーズ） - 向井季利 / 旧マーメイドホワイト役
- 「セクシャルダイナマイトヒロイン23 バトル・オブ・デス 国際犯罪捜査官メイファー編」（2017.12.22、ZENピクチャーズ）
- 「新・ヒロイン危機一髪!!12 JKB・アンダーカバー」（2018.1.26、ZENピクチャーズ）
- 「Tフロンティア」（2018.2.9、、ZENピクチャーズ） - メドゥーサ役
- 「ヒロインピンチオムニバス21 ワンダーヴィーナス」（2018.3.9、ZENピクチャーズ） - 綾鷹焔役
- 「太陽の戦士レオーナ 奇術魔人マジデスカー編」（2018.4.27、ZENピクチャーズ）
- 「セクシャルダイナマイトヒロイン24 アフロダイウーマン」（2018.5.25、ZENピクチャーズ）
- 「新・ヒロイン危機一髪!!13 武捜戦隊サイレンジャー外伝 サイブレイズ・サーガ 毒婦コルビーナの恐怖」（2018.6.8、ZENピクチャーズ） - 毒婦コルビーナ役
- 「フロンティア 虫の惑星編 」（2018.7.27、ZENピクチャーズ） - メドゥーサ役
- 「セクシャルダイナマイトヒロイン25 UMAレイダー 超古代文明ヤムタイ国の秘宝編」（2018.8.10、ZENピクチャーズ） - 美弥子役
- 「バーニングアクション スーパーヒロイン列伝32 スカーレットエンジェル」（2018.9.14、ZENピクチャーズ） - 山岡あずさ役
- 「太陽の戦士レオーナ 筋肉魔人ペイン＆ゲイン編」（2018.10.26、ZENピクチャーズ）
- 「宇宙特捜アモルファス 」（2018.11.23、ZENピクチャーズ） - シュクラード・ベレーザ役
- 「ダメージングヒロイン02 科学鳥人隊バードエージェント ホワイトスワン」（2018.12.14、ZENピクチャーズ） - ピンククレイン役
- 「ヒロインピンチオムニバス23 武捜戦隊サイレンジャー外伝・サーガ2」（2018.12.28、ZENピクチャーズ） - デビルナ役
- 「マイティーハニー 洗脳魔人レベレベ編」（2019.1.25、ZENピクチャーズ） - 亀山銀子/洗脳魔人レベレベ役
- 「セクシャルダイナマイトヒロイン26 魔法美少女ジョリフィーヌ 対決！お掃除魔人編」（2019.2.22、ZENピクチャーズ） - 魔女オリビア役
- 「ダメージングヒロイン05 美聖女戦士セーラーエルメスAQUA」（2019.3.8、ZENピクチャーズ） - 魔女グレイス役
- 「太陽の戦士レオーナ PTA魔人ヒステリア編」（2019.4.12、ZENピクチャーズ） - ヒステリア役
- 「ダメージングヒロイン09 美聖女戦士セーラーソフィア ライズ オブ セーラーグレース」（2019.7.12、ZENピクチャーズ） - 女王クィーンレビル役
- 「コスモ闘神伝ギンガイガー 爆弾怪人ボンバー編」（2019.7.26、ZENピクチャーズ） - ギンガジュピター役
- 「バーニングアクション スーパーヒロイン列伝34 国際犯罪捜査官メイファー」（2019.8.9、ZENピクチャーズ） - イザベラ福永役
- 「ヒロインピンチオムニバス25 銀河超特急オーガス077」（2019.9.27、ZENピクチャーズ）
- 「ダメージングヒロイン12 スパンデクサー コスモエンジェル」（2019.10.11、ZENピクチャーズ） - ゾラ役
- 「退魔巫女戦騎トリプルランサー 三姉妹、絶体絶命の果てに」（2019.10.25、ZENピクチャーズ） - マジャキ役
- 「太陽の戦士レオーナ 不死身魔人スリラー編」（2019.11.8、ZENピクチャーズ） - 日陰藤男の母役
- 「ヒロインピンチオムニバス26 ロード・オブ・ザ・ドラゴン」（2019.12.27、ZENピクチャーズ） - ラーポン役
- 「ダメージングヒロイン14 ストリート・オブ・デス 国際犯罪捜査官レイファー」（2020.1.10、ZENピクチャーズ）
- 「ダメージングヒロイン15 Tフロンティア 機械の惑星編」（2020.2.14、ZENピクチャーズ）
- 「ヒロインピンチオムニバス27 JKB女子校生捜査官 アンダーカバーEP：2」（2020.3.27、ZENピクチャーズ）
- 「ダメージングヒロイン16 コスロイド」（2020.4.10、ZENピクチャーズ） - シャルル大尉役
- 「太陽の戦士レオーナ 食肉魔人カーニバル編」（2020.5.22、ZENピクチャーズ） - 襲われる女役
- 「ダメージングヒロイン18 Tフロンティア 将軍惑星編」（2020.6.12、ZENピクチャーズ）
- 「バーニングアクション スーパーヒロイン列伝37 セーラーストライカー」（2020.8.28、ZENピクチャーズ） - 三原役
- 「ヒロインアルティメットピンチ 聖拳戦隊ブローレンジャー ～ブローピンクはもう誰も愛せない～」（2020.9.11、ZENピクチャーズ） - 女幹部キルラ役
- 「ヒロインピンチオムニバス28 ウィッチハンターサヤカ」（2020.9.25、ZENピクチャーズ） - ローズ役
- 「太陽の戦士レオーナ 悪魔のゲーム」（2020.10.23、ZENピクチャーズ） - 悪魔役
- 「ガイアレンジャー ミクロ怪人ヒアリンガー」（2020.11.27、ZENピクチャーズ） - ガイアグリーン役
- 「ヒロインハンター Tフロンティア 狩猟惑星」（2020.12.25、ZENピクチャーズ）
- 「ヒロインアルティメットピンチ 家政支援ロボット：ヒロインダー」（2021.1.8、ZENピクチャーズ） - プロメテウス役
- 「バーニングアクション スーパーヒロイン列伝38 銀河バウンティーハンター レニー  」（2021.2.26、ZENピクチャーズ） - マリア役
- 「ヒロインピンチオムニバス29 マイティーハニー 魔女ベラファミーガ」（2021.3.26、ZENピクチャーズ） - 魔女ベラファミーガ役
- 「太陽の戦士レオーナ 遠すぎた戦場」（2021.4.23、ZENピクチャーズ）
- 「ヒロインアルティメットピンチ ウィッチハンター」（2021.6.11、ZENピクチャーズ） - アクアザラク役
- 「バーニングアクション スーパーヒロイン列伝39 女ドラゴン必殺拳」（2021.7.23、ZENピクチャーズ）
- 「バーニングアクション スーパーヒロイン列伝40 バーン・オブ・ザ・サイコキラー」（2021.8.21、ZENピクチャーズ） - 三原麗子/カンニバルレイコ役
- 「新・ヒロイン危機一髪!!15 地獄ハンターエンマ」（2021.9.10、ZENピクチャーズ） - 夜叉役
- 「ヒロインピンチオムニバス31 JKB 死霊学園」（2021.11.26、ZENピクチャーズ）
- 「新・ヒロイン危機一髪!!16 ウィッチスレイヤー」（2021.12.10、ZENピクチャーズ）
- 「ヒロインピンチオムニバス32 美食戦士セイバーイーツ」（2022.1.28、ZENピクチャーズ）
- 「スケ番ファイター」（2022.2.11、ZENピクチャーズ） - 三原役
- 「ナイトキャッツ NIGHT CATS ～Dirty Mission～」（2022.2.25、ZENピクチャーズ） - 富豪令嬢役
- 「新・ヒロイン危機一髪!!17 バーン・オブ・ザ・サイコキラー マーサカーの逆襲」（2022.3.11、ZENピクチャーズ） - カンニバルレイコ役
- 「ヒロイン連続ピンチ&脱出！！超古代戦隊アトレンジャー」（2022.4.8、ZENピクチャーズ） - 蜘蛛村博士/クモ怪人役
- 「新・ヒロイン危機一髪!!18 ウィッチスレイヤー 森の女王編」（2022.5.13、ZENピクチャーズ）
- 「ヒロインピンチオムニバス33 ワンダーヴィーナス：ゼニゲバ怪人モウカリマッカ」（2022.6.24、ZENピクチャーズ） - 綾鷹焔役
- 「新・ヒロイン危機一髪!!19 JKB女子校生捜査官 アンダーカバーEP：3」（2022.7.22、ZENピクチャーズ）
- 「バーニングアクション スーパーヒロイン列伝43 ガイアレンジャー ニセガイアブルーの陰謀」（2022.8.12、ZENピクチャーズ） - 二瀬博士/ニセガイアブルー役
- 「ヒロインピンチオムニバス34 バーン・オブ・ザ・サイコキラー カンニバルの夜明け」（2022.10.14、ZENピクチャーズ） - 三原麗子役
- 「新・ヒロイン危機一髪!!21 銀河バウンティーハンターレニー：宇宙刑務所アルカディアス」（2022.11.25、ZENピクチャーズ）
- 「HEROINEアクションピンチ タイガーヴィーナス」(2023.1.27、ZENピクチャーズ)
- 巨大ヒロイン（R） フレイムレディー 前編（2023年6月9日、ZENピクチャーズ） - 水沢玲子隊長役
- 巨大ヒロイン（R） フレイムレディー 後編(2023年6月23日、ZENピクチャーズ)  - 水沢玲子隊長役
- HEROINEアクションピンチ 超くノ一組KAZE 青ノ章 (2023年7月14日、ZENピクチャーズ)  - 黒風役
- HEROINEアクションピンチ 超くノ一組KAZE 赤ノ章 (2023年7月28日、ZENピクチャーズ)  - 黒風役
- HEROINEアクションピンチ 勇撃戦隊ブレイブファイブ 前編  (2023年8月11日、ZENピクチャーズ)  - サドレーヌ役
- HEROINEアクションピンチ 勇撃戦隊ブレイブファイブ 後編  (2023年8月25日、ZENピクチャーズ)  - サドレーヌ役
- ウィッチハンター・サヤカ 七人の魔女スネーク 前編(2023年10月13日、ZENピクチャーズ) - マキナ役
- ウィッチハンター・サヤカ 七人の魔女ベアー 後編(2023年10月27日、ZENピクチャーズ)- マキナ役
- 女戦闘員 COCOON 前編(2023年11月10日、ZENピクチャーズ)- 女戦闘員役、女幹部イルゼ役
- 女戦闘員 COCOON 後編(2023年11月24日、ZENピクチャーズ)- 女戦闘員役、女幹部イルゼ役
- HEROINEアクションピンチ 超装忍バードソルジャー バードホワイト(2023年12月8日、ZENピクチャーズ) - 女幹部ギルサドラ役
- JKファイター SAORI (2024年1月12日、ZENピクチャーズ)
- ハートのエースはセーラーA(2024年2月9日、ZENピクチャーズ)- エウリュアレー役
- 超美神フローラ(2024年4月12日、ZENピクチャーズ)-宇宙魔女ゼレス役
- HEROINEアクションピンチ 忍び捜査官アイカ(2024年4月26日、ZENピクチャーズ)-美針役
- HEROINEアクションピンチ グラマラスレディ(2024年9月23日、ZENピクチャーズ)-ウルラド役
- HEROINE征伐 スパンデクサー・コスモエンジェル(2024年10月11日、ZENピクチャーズ)-ルイザ役
- HEROINE征伐 機闘戦隊サイバルオン  (2024年11月8日、ZENピクチャーズ)-ルイザ役
- 美少女戦士魔装化計画 セーラーラビオス&セーラーパステール(2024年11月22日、ZENピクチャーズ)- 魔女クロマ役
- ZENピクチャーズ創立20周年記念作品 スーパーヒロイン大決戦 前編 (2024年12月13日、ZENピクチャーズ)- ガイヤブルー役
- ZENピクチャーズ創立20周年記念作品 スーパーヒロイン大決戦 後編 (2024年12月27日、ZENピクチャーズ)- ガイヤブルー役
- HEROINE SEXYピンチ Tフロンティア：幕末刺客編 (2025年1月24日、ZENピクチャーズ)- 魔女メデューサ役
- バトルヒロイン レオタイザー 前編(2025年2月14日、ZENピクチャーズ)- 首領メトラ役
- バトルヒロイン レオタイザー 後編(2025年2月28日、ZENピクチャーズ)- 首領メトラ役
- HEROINE征伐 ハートのエースはセーラーエース(2025年3月28日、ZENピクチャーズ)- フラオンヌ役
- 女怪盗NIGHT CAT’S (2025年4月25日、ZENピクチャーズ)- マンバラー役
- ヒロインピンチオムニバス35 マイティーハニー(2025年5月9日、ZENピクチャーズ)-Drヘドラ役
- 巨大ヒロイン スパークルレディー(2025年5月23日、ZENピクチャーズ)-宇宙魔女バルサ役
- HEROINEアクションピンチ 銀河バウンティーハンター・レニー(2025年6月13日、ZENピクチャーズ)-ゲロニカ役
- HEROINE征伐 忍者聖隊バードクルセイダー・バードスパロー(2025年7月11日、ZENピクチャーズ)-イビルカッツェ役

### イベント
- Genexy～第1章～(2014.11.8、新木場1stRING)[15]
- 「NERIMA LOVE TREE」プロジェクト2015～2016練馬8商店街イルミネーション点灯イベント(2015.12.19、練馬駅北口前  ココネリ4階屋外広場)-MC[16]
- 2016サマー猫飛夕市 メイドールズショー(2016.6.11、中村橋駅前広場)-MC[17]
- VR×リアル恐怖体験  『学校の怖い話』(2020.7.17～9.6、ひらかたパーク)―VR映像内の悪霊役[18][19]
- レオーナフェス02autumn(2023.9.2、 秋葉原from scratch)-支配者サローマ役[20]
- 猫飛夕市メイドールズショー(2024.10.26、中村橋駅前広場)-MC
- スーパーヒロイン大決戦リリースイベント(2024.12.7、 秋葉原from scratch)-ガイヤブルー役

### ラジオ
- 「にへいどんの保守本流」（2022年5月、レインボータウンFM）[21][22]

### 雑誌
- 「今日から「ときめきカメラ生活」」(2020.7.31発売、主婦の友社)[23]